# Mestisko
Mestisko (ungarisch Kishely – bis 1907 Mesztiszkó) ist eine Gemeinde im Nordosten der Slowakei mit 429 Einwohnern (Stand 31. Dezember 2024), die im Okres Svidník, einem Kreis des Prešovský kraj, liegt und zur traditionellen Landschaft Šariš gezählt wird.

## Geographie

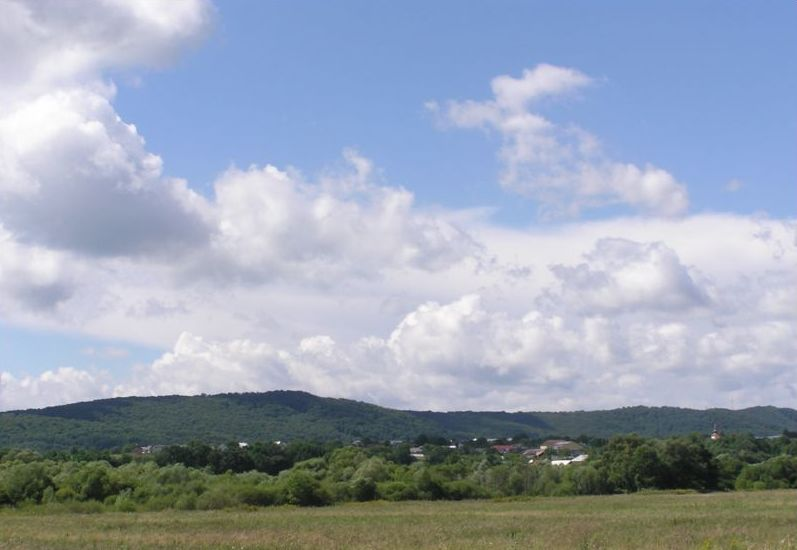
Mestisko

Die Gemeinde befindet sich im Bergland Ondavská vrchovina, zwischen den Tälern der Ondava und des Hrabovčík. Das Ortszentrum liegt auf einer Höhe von 242 m n.m. und ist sieben Kilometer von Svidník entfernt.
Nachbargemeinden sind Svidník im Norden, Stročín im Osten, Duplín im Süden, Rakovčík im Südwesten, Mlynárovce im Westen und Hrabovčík im Nordwesten.

## Geschichte
Der Ort wurde zum ersten Mal 1414 als Wywaras schriftlich erwähnt und gehörte zum Herrschaftsgebiet der Burg Makovica. 1427 wurden nach einem Steuerverzeichnis 52 Porta verzeichnet, 1787 hatte die Ortschaft 47 Häuser und 378 Einwohner, die als Landwirte, Schäfer und Viehhalter beschäftigt waren, dazu gab es im 19. Jahrhundert eine Sandgrube.
Bis 1918 gehörte der im Komitat Sáros liegende Ort zum Königreich Ungarn und kam danach zur Tschechoslowakei beziehungsweise heute Slowakei.

## Bevölkerung
| Jahr                | 1994 | 2004    | 2014    | 2024    |
| ------------------- | ---- | ------- | ------- | ------- |
| Anzahl der Personen | 465  | 465     | 472     | 429     |
| Unterschied         |      | −1,42 % | +1,50 % | −9,11 % |

| Jahr                | 2023 | 2024    |
| ------------------- | ---- | ------- |
| Anzahl der Personen | 437  | 429     |
| Unterschied         |      | −1,83 % |

Gemäß der Volkszählung 2011 wohnten in Mestisko 471 Einwohner, davon 421 Slowaken, 12 Russinen, zwei Ukrainer und ein Deutscher. 32 Einwohner machten keine Angabe zur Ethnie.
341 Einwohner bekannten sich zur römisch-katholischen Kirche, 52 Einwohner zur griechisch-katholischen Kirche, 19 Einwohner zur orthodoxen Kirche sowie jeweils ein Einwohner zu den Brethren und zur jüdischen Gemeinde. 16 Einwohner waren konfessionslos und bei 41 Einwohnern wurde die Konfession nicht ermittelt.

## Bauwerke und Denkmäler
- römisch-katholische Kirche Mariä Geburt aus dem Jahr 1843